# Малка брадавичеста змия
Малка брадавичеста змия (Acrochordus granulatus), наричана също индийска брадавичеста змия, е вид змия от семейство Acrochordidae.

## Разпространение
Видът е разпространен в Австралия, Бангладеш, Вануату, Виетнам, Индия (Андамански и Никобарски острови), Индонезия, Камбоджа, Китай, Малайзия, Мианмар, Папуа Нова Гвинея, Сингапур, Соломонови острови, Тайланд, Филипини и Шри Ланка.